# Cordenons
Cordenons (latinsko Curtis Naonis) je mesto v italijanski Avtonomni deželi Furlaniji - Julijski krajini, na severovzhodu Italije. Leži ob reki Meduna.
Občina Cordenons ima 17.699 prebivalcev.

## Naselja
V občini je več naselij. Imena naselij v italijanščini in furlanščini:
- Musil / Musîl
- Nogaredo / Nogarêt (lok. Nogareit)
- Pasch / Pasc
- Romans
- Sclavons
- Villa d'Arco / Vile Sgrafe (lok. Vila Sgrafa)